# 1952 na ciência

## Eventos
- Criação do Instituto Nacional de Pesquisas da Amazônia no Brasil.
- Observação ou predição do elemento químico Férmio[1] e descoberta do elemento químico Einstênio[2]
- O experimento Hershey-Chase prova que a informação genética do fago (e todos os outros organismos) está no DNA
- Rosalind Franklin com os avanços de seus estudos com Difração de raios X, supervisionando o aspirante a Phd Raymond Gosling, obtém a primeira imagem de uma molécula de DNA, a Fotografia 51.
- Jonas Salk: desenvolvimento e teste da primeira vacina para a poliomielite

## Nascimentos
| Data            | Nome                     | Profissão                                       | Nacionalidade          | Observações                          | Ref   |
| --------------- | ------------------------ | ----------------------------------------------- | ---------------------- | ------------------------------------ | ----- |
| 2 de fevereiro  | Ralph Merkle             | criptógrafo                                     | Estados Unidos         |                                      |       |
| 15 de fevereiro | Michel Talagrand         | matemático                                      | França                 | Prémio Loève 1997 Prémio Fermat 1997 | [ 3 ] |
| 25 de março     | Antanas Mockus           | matemático, filósofo e político                 | Colômbia               |                                      |       |
| 13 de junho     | Ransom A. Myers          | biólogo                                         | Canadá                 | m. 2007                              |       |
| 16 de setembro  | Peter Zoller             | físico                                          | Áustria                |                                      |       |
| ??              | Venkatraman Ramakrishnan | físico                                          | Índia / Estados Unidos | Nobel da Química 2009                | [ 4 ] |
| ??              | Rick Strassman           | médico                                          | Estados Unidos         |                                      |       |
| ??              | Nuno Crato               | matemático, estatístico e divulgador da ciência | Portugal               |                                      |       |

## Mortes
| Data           | Nome                    | Profissão                          | Nacionalidade                         | Observações                                       | Ref         |
| -------------- | ----------------------- | ---------------------------------- | ------------------------------------- | ------------------------------------------------- | ----------- |
| 4 de abril     | Henry Woods             | geólogo e paleontólogo             | Reino Unido da Grã-Bretanha e Irlanda | n. 1868 Medalha Lyell 1918 Medalha Wollaston 1940 | [ 5 ] [ 6 ] |
| 24 de abril    | Hendrik Anthony Kramers | físico                             | Países Baixos                         | n. 1894 Medalha Lorentz 1947                      | [ 7 ]       |
| 9 de junho     | Luigi Puccianti         | físico                             | Itália                                | n. 1875                                           |             |
| 20 de novembro | Benedetto Croce         | filósofo                           | Itália                                | n. 1866                                           |             |
| 26 de novembro | Sven Hedin              | explorador, geógrafo e geopolítico | Suécia                                | n. 1865                                           |             |
| ??             | Henry Drysdale Dakin    | químico                            | Reino Unido da Grã-Bretanha e Irlanda | n. 1880                                           |             |

## Prémios

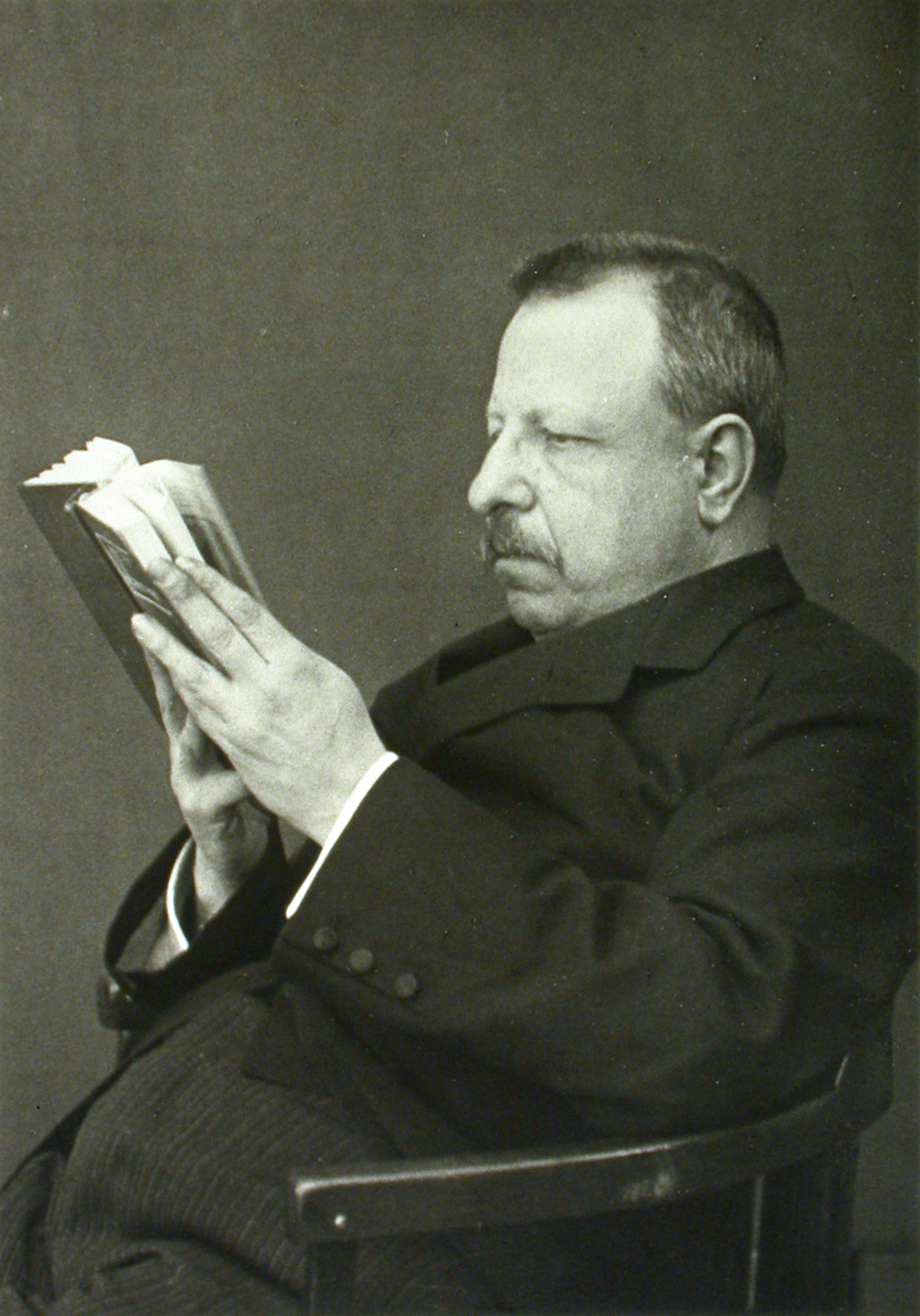
Benedetto Croce
(1866 - 1952)

Medalha Bruce
- S. Chandrasekhar[8]

Medalha Copley
- Paul Dirac[9]

Medalha Darwin
- John Burdon Sanderson Haldane[10]

Medalha Davy
- Alexander Robertson[11]

Medalha Edison IEEE
- Vladimir K. Zworykin[12]

Medalha Guy de prata
- M.S. Bartlett[13]

Medalha Hughes
- Philip Dee[14]

Medalha Max Planck
- Paul Dirac[15]

Medalha Real
- Frederic Bartlett[16] e Christopher Kelk Ingold[16]

Medalha Rumford
- Frits Zernike[17]

Prémio Nobel
- Física - Felix Bloch[18], Edward Mills Purcell[18].
- Química - Archer John Porter Martin[4], Richard Laurence Millington Synge[4].
- Medicina - Selman Abraham Waksman[19].